# Храпливий Зіновій Васильович
Зіно́вій (Зенон) Васи́льович Храпли́вий (15 березня 1904 — 1983) — український фізик-теоретик. Професор високих шкіл. Брат Євгена Храпливого.

## Життєпис
Родом із Галичини (село Лисівці Заліщицького повіту).
Навчався у Львівському університеті, який закінчив 1929 року, склавши іспит із кваліфікації вчителя математики та фізики. Педагогічну діяльність розпочав у приватній гімназії Перемишля. Згодом став викладати у чоловічій державній гімназії. 1936 року повернувся до Львова і став працювати вчителем фізики у академічній українській гімназії.
Разом з педагогічною роботою займався науковою діяльністю. Брав участь у роботі наукового семінару Інституту теоретичної фізики при Львівському університеті. 1934 року був обраний дійсним членом Наукового товариства їм. Тараса Шевченка (НТШ), а згодом членом Наукової ради НТШ.
Викладав у Львівському університеті у 1939—1941, був професором кафедри теоретичної фізики, займав посаду проректора університету з навчальної роботи. У 1941 з приходом німців, щоб якось прожити, влаштувався редактором в одному з видавництв шкільних книжок.
Згодом емігрував спочатку до Відня, потім до Мюнхена, де викладав в Міжнародному вільному університеті УНРРА (1945—1947) та Українському технічно-господарчому інституті. Від 1948 року в США, працював професором університету Сент-Луїса. З 1972 вийшов на пенсію.
Перед від'їздом до США одружився зі своєю колишньою ученицею Марією Курилець. У сім'ї Храпливих було двоє дітей — син Андрій та донька Олена (Леся). Андрій пішов батьковою стежкою — став фізиком-експериментатором. Дочка — відома в діаспорі громадська діячка.

## Наукова діяльність
У світовій науці відомий як учений, що займався проблемами квантової теорії поля. У 1938 видав перший український гімназійний підручник «Нарис фізики» з українсько-польським словником фізичної термінології. Як фізик-дослідник успішно займався теорією нелінійної електродинаміки та теорією спектрів водню та гелію.
у Сент-Луїсі (США) продовжив дослідження в галузі релятивістської квантової механіки. Займався перекладами, уклав словник.
Член Американського фізичного товариства, дійсний член Нью-Йоркської академії наук.

## Електронні джерела
- Зенон Храпливий